# Campionati europei di slittino 2010
I Campionati europei di slittino 2010 sono stati la 42ª edizione della competizione.
Si sono svolti a Sigulda, in Lettonia.
Da notare l'assenza dei migliori atleti di Germania e Italia in preparazione ai Giochi Olimpici Invernali.

## Medagliere
| Pos.   | Nazione  | Oro | Argento | Bronzo | Totale |
| ------ | -------- | --- | ------- | ------ | ------ |
| 1      | Russia   | 2   | 0       | 0      | 2      |
| 2      | Austria  | 1   | 2       | 3      | 6      |
| 3      | Lettonia | 1   | 0       | 0      | 1      |
| 4      | Germania | 0   | 2       | 1      | 3      |
| Totale | Totale   | 4   | 4       | 4      | 12     |

## Podi
| Evento            | Oro                                                         | Argento                                                               | Bronzo                                                            |
| Singolo Maschile  | Al'bert Demčenko                                            | Wolfgang Kindl                                                        | Daniel Pfister                                                    |
| Singolo Femminile | Tat'jana Ivanova                                            | Corinna Martini                                                       | Nina Reithmayer                                                   |
| Doppio            | Andreas Linger Wolfgang Linger                              | Tobias Wendl Tobias Arlt                                              | Tobias Schiegl Markus Schiegl                                     |
| Staffetta mista   | Lettonia Mārtiņš Rubenis Anna Orlova Andris Šics Juris Šics | Austria Wolfgang Kindl Veronika Halder Andreas Linger Wolfgang Linger | Germania Johannes Ludwig Corinna Martini Tobias Wendl Tobias Arlt |